# Maytenus cymosa
Maytenus cymosa (tiếng Anh thường gọi là Caribbean tháng 5ten) là một loài thực vật thuộc họ Celastraceae. Loài này có ở Puerto Rico, quần đảo Virgin thuộc Anh, và quần đảo Virgin thuộc Mỹ.